# Протомикопсис
Протомико́псис (лат. Protomycopsis) — род грибов из семейства Протомициевые (Protomycetaceae), представители — паразиты различных растений из семейства Астровые (Asteraceae) (один вид — на бобовых (Fabaceae), вызывают образование галлов и пятнистость.

## Морфология
На листьях растений образуются небольшие галлы или выпуклые пятна, пронизанные мицелием гриба.
Аскогенные клетки, или хламидоспоры (см. Протомициевые#Морфология) формируются терминально, то есть на концах гиф). Терминальное образование аскогенных клеток — основное отличие этого рода от рода протомицес (Protomyces), который характеризуется интеркалярным образованием спор (посреди гифы, между клетками). Аскогенные клетки слегка шероховатые, мелкобородавчатые, светло-жёлтые или буроватые, шаровидной или эллипсоидной формы. Они имеют период покоя, после которого прорастают с образованием синасков (см. Протомициевые#Морфология), в синасках созревают многочисленные аскоспоры.

## Филогения
Филогенетическое положение протомикопсиса в кладограмме:
|            | Protomyces                                  |
|            |                                             |
| Taphridium | \| \| Taphridium umbelliferarum \| \| \| \| |
|            | \| \| Taphridium umbelliferarum \| \| \| \| |
|            | Volkartia                                   |
|            |                                             |
|            | Buerenia                                    |
|            |                                             |
|            | Protomycopsis                               |
|            |                                             |
|            | Saitoella                                   |
|            |                                             |
|            | Taphridium umbelliferarum                   |
|            |                                             |

|  | Taphridium umbelliferarum |
|  |                           |

## Виды
Род содержит 5 или более видов. По данным МикоБанка и Index Fungorum всего в нём описано 16 видов, из которых три являются признанными согласно базе данных Species Fungorum (на 2011 год).
- Protomycopsis arnoldii Magnus
- Protomycopsis bellidis (K. Krieg.) Magnus, 1915 встречается в Западной и Центральной Европе, вызывает пятнистость листьев у маргариток (Bellis)
- Protomycopsis chrysanthemi Büren, 1922
- Protomycopsis crepidis Jaap, 1908
- Protomycopsis hyoseridis Syd. & P. Syd., 1914
- Protomycopsis leontodontis Büren, 1922
- Protomycopsis leucanthemi Magnus, 1905[4] вызывает пятнистость у видов нивяника (Leucanthemum) и тысячелистника (Achillea), распространён в Европе от Британских островов до Словакии.
- Protomycopsis pharensis Jaap, 1916
- Protomycopsis pulicariae Maire, 1931
- Protomycopsis purpureotingens (Massee) Ramsb., 1916[4]

Шесть видов были описаны в Индии на бобовых в 1950-х—60-х годах. Эти виды, однако, отличаются признаками спор и характером их образования, характером роста мицелия в лабораторных условиях. Пять из них в 1997 году были выделены в самостоятельный род Erratomyces M. Piepenbr. & R. Bauer и отнесены к семейству тиллециевые (Tilletiaceae) базидиомицетов.
- Protomycopsis ajmeriensis J.C.S. Gupta, 1954 = Erratomyces ajmeriensis
- Protomycopsis crotalariae M.C. Joshi, 1955 = Erratomyces crotalariae
- Protomycopsis patelii Pavgi & Thirum., 1953 = Erratomyces patelii
- Protomycopsis phaseoli (Patel, Y.S. Kulk. & G.W. Dhande) K. Ramakr. & Subram., 1956[4]
- Protomycopsis smithiae Thirum., V.V. Bhatt, G.W. Dhande & Patel, 1956 = Erratomyces smithiae
- Protomycopsis thirumalacharii Pavgi, 1965 = Erratomyces thirumalacharii